# Рокетт, Отто
Отто Рокетт (нем. Otto Roquette; 1824—1896) — немецкий писатель, профессор литературы и истории в Дармштадтском политехникуме.
Небывалый успех выпал на долю его грациозной и юмористически-романтической поэмы: «Waldmeisters Brautfahrt. Ein Rhein-Wein- und Wandermärchen» (1851; 66 изд., 1893), которую он, 25 лет спустя, дополнил «Rebenkranz zu Waldmeisters silberner Hochzeit» (5 изд., 1885). К его лучшим эпическим произведениям принадлежат ещё «Hans Heidekukuk» (4 изд., 1894) и «Cesario». Большими художественными достоинствами и глубиной психологического анализа отличаются его романы и повести: «Heinrich Falk» (2 изд., 1879), «Die Prophetenschule» (2 изд., 1882), «Das Buchstabierbuch der Leidenschaft», «Grosse und kleine Leute in Alt-Weimar» (из жизни Шиллера и Гёте), «Frühlingsstimmen». Драматические произведения его: «Die Protestanten in Salzburg», «Reineke Fuchs», «Rampsinit», «Die Schlange», «Lanzelot», «Der Schelm von Bergen», «Hanswurst», «Gevatter Tod». В 1894 году Рокетт опубликовал автобиографию «Семьдесят лет» (нем. «Siebzig Jahre»).